# 建國南路 (台中市)
建國南路為臺灣臺中市的連絡道路，大約呈東西向，分為三段。與台鐵鐵路平行，位於鐵路南側。西抵大慶車站，東接民生路26巷。

## 行經行政區域
（由西至東）
- 南區
- 西區

## 分段
- 一段：大慶車站—忠明南路
- 二段：忠明南路—五權路
- 三段：五權路—民生路

## 車道配置
雙向兩車道

## 沿路設施
一段
- 大慶車站（新站興建中）

大慶街
- 中山醫學大學附設醫院大慶院區

文心南路
東興路一段
忠明南路
二段
柳川
美村路二段
- 臺中市鐵路崇倫碉堡（歷史建築）

三民路一段
- 五權車站（興建中）

五權南路
三段
- 國立公共資訊圖書館總館

復興園道
- 臺中市政府警察局第三分局正義派出所

國光路